# Tommaso Plateo
Tommaso Plateo (Roma, 15 maggio 1978) è un ex cestista italiano.

## Carriera
Playmaker-guardia tiratrice, è un prodotto del settore giovanile della Virtus Roma con la quale esordisce in A1 nel 1996. Con l'Orlandina Basket, Teramo Basket, Basket Veroli e il New Basket Brindisi conquista quattro promozioni in A2. Ha giocato anche a Fabriano, Scafati e Trapani. Negli ultimi anni ha militato nella società SMIT di Roma partecipando al campionato nazionale CSI.

## Palmarès
Promozioni dalla B1/A dil. alla A2:
- 2000-01 -  Orlandina
- 2001-02 -  Teramo Basket
- 2006-07 -  Veroli Basket
- 2007-08 -  N.B. Brindisi

Promozioni dalla A2 alla A1:
- 2002-03 -  Teramo Basket